# Lodbergen
Die Bauerschaft Lodbergen gehört zur Gemeinde Löningen im Landkreis Cloppenburg in Niedersachsen/Norddeutschland.
Zur Dorfgemeinschaft Lodbergen, Holthausen und Duderstadt (Lo-Hu-Du) zählen rund 190 Menschen.

## Dorfbild
Lodbergen, Holthausen und Duderstadt sind eingebunden in eine agrarisch geprägte Kulturlandschaft. Die Höhenlagen schwanken zwischen 24 und 34 m ü. N.N. Das heutige Landschaftsbild ist in weiten Teilen durch Flurbereinigung beeinflusst worden. Die noch gut erkennbare Siedlungsstruktur eines Drubbels spricht für die planmäßige Anlage um 800 n. Chr.
Das Dorfbild wird heute geformt durch die im lockeren Verband zueinander stehenden Höfen mit altem Eichenbestand. In den Nachkriegsjahren kamen auch reine Wohnsiedlungen, wie die Siedlung entlang der Hamstruper Straße, dazu. Seit 2003 Jahren gibt es Am Vosseberg eine neue Siedlung, deren letzte Bauplätze 2020/2021 bebaut wurden. Daneben erfolgt immer wieder in privater Initiative die Renovierung alter Gebäude/Resthöfe, insbesondere von Fachwerkhäusern.
Wichtiges Gestaltungsmerkmale für den Hausbau sind: rote Dachziegel, rotes Ziegelmauerwerk. Die Grundstücke sind meist umrahmt von Hecken; insbesondere die älteren Höfe und Häuser haben an Bauerngärten angelehnte Flächen, die in die Landschaft übergehen. Natürlich gibt es auch moderne Elemente, auch Steingärten; denn jeder soll in der Gestaltung seines Lebensumfeldes dort abgeholt werden, wohin Zeit und grüner Daumen ihn bringen.
In der Dorfgemeinschaft gibt es viele grüne Inseln: Grünflächen um Sitzbänke und Denkmäler und vor allem Pferdeweiden (selbst der frühere Leerstand im Baugebiet wurde als kleine Weiden zwischen einzelnen Häusern genutzt). Das Dressurleistungszentrum Lodbergen, aber auch private Züchter und Reiter profitieren von der offenen Dorfgestaltung.
Der Löninger Mühlenbach legt sich wie ein Band in nördlicher Richtung an den Rand der Bauerschaft Lodbergen und grenzt zur B213, dem Hauptverkehrsweg in Richtung Oldenburg/Bremen bzw. Meppen/Niederlande, ab. Im Süden umrahmt der Böener/Bunner Forst das Dorf.

## Dorfentwicklung, Dorfstruktur
Heimatkundler gehen davon aus, dass die Region um Lodbergen uraltes Siedlungsland ist. Belege dafür sind archäologische Funde aus der Zeit um 3000 v. Chr.
Erstmals erwähnt wird Lodbergen um 1275 als Luttbergen. Zusammen mit den Bauerschaften Holthausen und Duderstadt bildet Lodbergen ein Viertel. In der zweiten Hälfte des 18. Jahrhunderts erhielt Lodbergen eine eigene Schule, die bis 1972 bestehen blieb. In den 1980er Jahren übernahm der Verein der ehemaligen Schulacht Lodbergen e. V. das Schulgebäude von der Stadt Löningen. Der linke Gebäudeteil nebst Obergeschoss seither dient als Wohnung. Der rechte Teil incl. altem Schulraum wird als Dorfgemeinschaftshaus genutzt. Vor allem die älteren Besucher erzählen gern von ihrer Schulzeit, wie man im Winter von Duderstadt durch den tiefen Schnee nach Lodbergen stiefelte und der Schulmeister schimpfte, wenn die Hausaufgaben nicht erledigt waren. Der letzte Schulleiter/Lehrer Manfred Boog verstarb 2020 und hielt der Dorfgemeinschaft immer die Treue (als Akkordeonspieler begleitete er zum Beispiel die jährlichen Laternenumzüge).
Im Zuge der Dorfentwicklung hat die Schulacht 2020 das Gebäude aufwändig saniert, die Gemeinschaftsräume durch eine kleine, moderner Küchen und neue, behindertengerechte Sanitäranlagen an die heutigen Standards angepasst. Gerade für Dorfversammlungen, die Dorfjugend oder kleinere private Feiern ein beliebter Anlaufpunkt. Die alte Schulglocke hängt heute im Glockenturm in der Dorfmitte und läutet täglich um 07:00 Uhr und um 18:00 Uhr. Für die Kinder morgens ein Zeichen, sich auf den Weg zur Bushaltestelle zu machen oder abends, dass es Zeit wird, zum Abendbrot heimzulaufen.
Ebenfalls in den 1970er Jahren baute der Schützenverein Lodberger Viertel e. V. eine eigene Schützenhalle. 2018/2019 wurde die Halle um eine überdachte Terrasse ergänzt, um Ausweichfläche für Zugfeste und bei gutem Wetter zu generieren. Ab 2022 wird bezuschusst durch die "Dorfentwicklung Löningen Südost" als Vereinsinitiative eine Modernisierung des Innenraums, der Küche und der sanitären Ausstattung erfolgen. Ein weiterer attraktiver Dorftreffpunkt für viele Vereinsmitglieder.
Vor allem seit 1990 nimmt der Anteil an neuen oder wiedergewonnenen Wohnhausbauten zu. So ist aus dem reinen Bauerndorf auch ein Wohnstandort geworden, in dem nun ca. 300 Bürger leben. Teils leben drei Generationen unter einem Dach bzw. in zwei verbundenen Wohneinheiten. Alt werden geht in dieser Dorfgemeinschaft ohne Altersheim: Familie, Nachbarn oder ambulante Pflegedienste aus Löningen ermöglichen es, möglichst lange im vertrauten häuslichen Umfeld zu altern.
Rund 1/4 der Dorfbewohner ist unter 15 Jahren. Die Kleinsten können im Nachbarort Bunnen zum Kindergarten und später in die benachbarte Grundschule gehen. Die weiterführenden Schulen für die 11–19-Jährigen finden sich in Löningen. Alle Orte sind mit dem Rad oder Schulbus zu gut zu erreichen. Der Großteil, ca. 200 Ortsansässige sind in der Altersgruppe von 20-65 Jahren, zählen also in der Regel zur arbeitenden Bevölkerung. Arbeitsplätze bieten hier die einige örtlichen Betriebe (Landwirte, Metallhandwerk, Holzhandel, Café). Doch durch die Nähe zu Löningen und die gute Anbindung an die B213 sind Arbeitsstätten in Cloppenburg, Oldenburg, Bremen oder Haselünne in 15–40 Minuten Fahrzeit zu erreichen.
Seit September 2012 ist Lodbergen eine geschlossene Ortschaft. Hintergrund war hier neben der gewachsenen dörflichen Struktur die Sicherung der Ortsdurchfahrt für die Kinder (Wohnbauten beidseits der Hauptstraße).
Durch Kooperationen mit den Nachbardörfern Böen, Meerdorf, Bunnen, Benstrup, Steinrieden und der Stadt Löningen können im näheren Umfeld (5 km Umkreis) die infrastrukturellen Mankos ausgeglichen werden. Einkaufsmöglichkeiten, Ärzte, Schulen, Kirchen, Vereine sind in 10 Minuten zu erreichen.
Aber Nähe zeigt sich auch durch die gute Zusammenarbeit mit den Nachbardörfern, der Stadt Löningen und dem Landkreis Cloppenburg. Wir haben Dorfvertreter im Stadtrat der Stadt Löningen und im Kreistag der Stadt Cloppenburg, so dass auch politisch die Dorfinteressen vertreten werden. Die Kinder werden Messdiener in Bunnen, so dass die kirchlichen Dienste dort gesichert sind, sie lernen Instrumente im Musikverein Bunnen, spielen Fußball oder tanzen im DJKSV Bunnen, treffen sich mit Freunden aus Löningen, Lastrup, Essen oder Lindern, die sie auf den weiterführenden Schulen kennenlernen.

## Veranstaltungen

### Dorfverschönerung, Dorfverein
- Die Vertretung/Koordination der dörflichen Aktivitäten findet in Kleingruppen und Vereinen statt. Übergeordnet gibt es den Dorfverein, einen nicht eingetragenen Verein, der keine Mitgliedsbeiträge erhebt. Jeder ist eingeladen, sich seinen Interessen und Ressourcen entsprechend einzubringen. An der Spitze des Vereins steht ein Vorstand, d. h. Vorsitzende, Vertreter, Kassenführer, Pressewart und aus jeder Bauerschaft mindestens ein Beisitzender. Der Vorstand wird alle drei Jahre neu gewählt, dabei sollen Vertreter aller Altersklassen integriert werden. Jährlich findet mindestens eine Dorfversammlung statt, auf der allgemeine Dorfaktivitäten geplant besprochen werden und gemeinsam zukünftige Vorhaben beraten werden.

Seit 1974 nimmt die Dorfgemeinschaft Lodbergen-Holthausen-Duderstadt regelmäßig am Wettbewerb Unser Dorf soll schöner werden bzw. Unser Dorf hat Zukunft mit Erfolg teil: bis 2021 allein 18 mal auf Kreisebene, 2006, 2009, 2012 und 2017 auch auf regionaler Ebene.

### Gärten
Für Garten- und Blumenfreunde bieten die Bauerschaften eine abwechslungsreiche Auswahl an Privatgärten. 1987 kam es bei dem Wettbewerb Gärten der Gemeinde zum Landessieg. Die Orte zeigen durch reichhaltiges Grün in Form von Hecken und Bäumen ein vielförmiges Bild. Besichtigungen können über den Dorfverschönerungsverein organisiert werden.

### Jugend
Seit 1995 organisiert die Dorfjugend eine jährliche Zeltfete und stellt den Erlös bedürftigen Einzelpersonen, sozialen Projekten oder Einrichtungen zur Verfügung. Bis heute sind Erlöse von über 40.000 € gespendet worden. 2018 erhielt die Dorfjugend den Sonderpreis für ihr Engagement im Zuge des Wettbewerbs Unser Dorf hat Zukunft. Die Dorfjugend ist ein wichtiger Bestandteil der Dorfgemeinschaft. Alle drei Dörfer halten auch hier zusammen, planen Aktionen für alle Bewohner oder eben für die junge Generation alleine (Ausflüge, Urlaube etc.).

### Schützenverein
Der Schützenverein „Lodberger Viertel e. V.“ feiert jährlich im Juni sein Fest. Er verbindet mit seinen Mitgliedern die Bauerschaften der Dorfgemeinschaft mit den Dörfern Böen und Meerdorf. Durch den Besuch des Nachbarvereins aus Bunnen wird die freundschaftliche Nähe weiter gefördert. Die Mitglieder halten regelmäßige Trainingstage ab, nehmen an Wettbewerben teil. Im Verein sind sowohl Männer wie Frauen vertreten. Beim Schützenumzug durch Lodbergen gehen sowohl die Züge der Männer, als auch der Damenzug in eigenen Uniformen. Selbst die Kinder haben Schützen-T-shirts und begleiten als Gruppe den Marsch durchs Dorf. Die Senioren können, wenn die Füße nicht mehr tragen, im Planwagen mitfahren.